# Игнатченко, Евгений Афанасьевич
Евгений Афанасьевич Игнатченко (1907—1967) — советский инженер-строитель. Заслуженный строитель РСФСР (1966), лауреат Ленинской премии (1958).

## Биография
Родился 25.02.1907 в Пятигорске. Начал трудовую деятельность в возрасте 14 лет, работал молотобойцем. В 1926 году вступил в КПСС. В 1931 году в счёт парттысячи был направлен на учёбу в Баку в Азербайджанский индустриальный институт, который окончил в 1937 году по специальности инженер-механик.
Участник Великой Отечественной войны, инженер-капитан.
В 1942 г. — управляющий трестом «Азнефтекомпрессорстрой». В 1944 г. — главный инженер Главнефтестроя.
Работал в области строительства предприятий нефтяной и нефтехимической промышленности. С 1950 по 1965 год начальник Главного управления по монтажу нефтеперерабатывающих заводов и нефтепромыслов Министерства строительства РСФСР.
Был членом коллегии Министерства строительства предприятий нефтяной промышленности СССР и членом коллегии Министерства строительства РСФСР.
В 1958 году удостоен Ленинской премии за руководство разработкой и внедрением индустриального метода строительства нефтяных резервуаров из плоских полотнищ, сворачиваемых в рулоны.
Умер 21 сентября 1967 года. Похоронен в Москве на Введенском кладбище (5 уч.).

## Награды
- Ленинская премия (1958)[2]
- Заслуженный строитель РСФСР[1]
- три ордена Трудового Красного Знамени (06.02.1942)[1]
- два «ордена «Знак Почёта» (24.01.1944) [1]
- медали[1]